# Clematis hagiangensis
Clematis hagiangensis är en ranunkelväxtart som beskrevs av N.T.Do. Clematis hagiangensis ingår i släktet klematisar, och familjen ranunkelväxter. Inga underarter finns listade i Catalogue of Life.